# Квинт Сервилий Пудент
Квинт Сервилий Пудент (лат. Quintus Servilius Pudens) — римский государственный деятель второй половины II века.
Пудент, предположительно, происходил из Африки, где сенатор, носивший такое же имя, был патроном Каламы, а его сын — патроном Бизики. Пудент был женат на Цейонии Плавтии, дочери Луция Элия Цезаря. В 166 году он занимал должность ординарного консула вместе с Луцием Фуфидием Поллионом. В 180 году Пудент находился на посту проконсула провинции Африка. Он владел виллой в Риме.